# Police Quest III: The Kindred
Police Quest III: The Kindred — квест компании Sierra Entertainment, третья часть серии Police Quest и SWAT, вышедшая в 1991 году для платформ Amiga и DOS.

## Сюжет
После событий второй части главные герои, Сонни и Мэри, поженились. Сонни, работая в департаменте полиции города Литтон, получил звание сержанта. Сам город разросся и вслед за ним начала расти преступность. Однажды на Мэри нападает неизвестный, и в критическом состоянии она попадает в больницу. Расследование дела о нападении назначают Сонни.
В ходе игры игроку предстоит расследовать различные дела, связанные с наркотрафиком в городе, сатанинским культом, коррупцией в полицейском департаменте. В конце концов он сталкивается с Майклом Бейном, братом Джесса, убитого в конце Police Quest II.

## Игровой процесс
Первоначально разработку возглавлял Джим Уоллс, разрабатывавший предыдущие игры серии. Однако незадолго до выпуска игры он покинул Sierra Entertainment, чтобы с остальными бывшими сотрудниками Sierra заняться разработкой Blue Force. В итоге разработку игры возглавила Джейн Дженсен.
Police Quest III представляет собой point-and-click квест, разработанный на базе движка SCI. Игрок с помощью мышки может взаимодействовать с различными предметами, собирая улики и исследуя места преступлений. В некоторых ситуациях игроку предстоит действовать быстро и безошибочно — обычно это какая-либо реакция на действия подозреваемого. В игре есть возможность вождения служебного автомобиля по городу, при этом ориентироваться приходится по карте, распечатанной в бумажном руководстве пользователя. Также после задержания игроку необходимо ввести правильный код правонарушения, список которых был также указан в руководстве. Таким образом, руководство пользователя выступало в роли средства защиты от нелегального копирования.

## Критика
К моменту выхода четвертой части Police Quest (конец 1995) общий тираж всех проданных экземпляров игр составил около 850 тысяч, однако интерес игроков к серии постепенно угасал, что побуждало Sierra экспериментировать с серией, что в итоге привело к перезапуску серии в виде action-игр Police Quest: SWAT.
Computer Gaming World назвал Police Quest III «самой лучшей игрой серии на данный момент», положительно оценив отказ от текстового набора команд, существовавшего ранее. Amiga User International положительно оценил графику и реализм версии для Amiga, присудив ей 91 %.